# ذو الجلال والإكرام (أسماء الله الحسنى)
ذو الجلال والإكرام، من أسماء الله الحسنى.

## لغويا
| ذو الجلال والإكرام (أسماء الله الحسنى) | يعني ذي العظمة ، ( والإكرام ) يعني : ومن له الإكرام من جميع خلقه . ذو العظمة والكبرياء. | ذو الجلال والإكرام (أسماء الله الحسنى) |

ذو بمعني صاحب
ذو: كلمة يُتَوَصل بها إِلى الوصْف بالأجناس، ملازمة للإضافة إلى الاسم الظاهر،
ومعناها: صَاحِب. يقال: فلان ذو مال، وذو فضل.
ويقال: أتَيتُة ذا صَباح وذا مساء: وقت الصُّبح، ووقت المساء.
ويقال:_ جاءَ من ذي نفسه: طيّعًا. وطعنه فخرح ذو بَطْنه: أمْعَاؤه. وسمعت ذا فيه: كلامَه.
ومثَنّاهُ: ذَوَا. والجمع: ذَوُون. 

## أسماء الله الحسنىوصفاته
سبحانه وتعالى هو ذو الجلال والإكرام ﴿فَبِأَيِّ آلَاءِ رَبِّكُمَا تُكَذِّبَانِ ۝٧٧ تَبَارَكَ اسْمُ رَبِّكَ ذِي الْجَلَالِ وَالْإِكْرَامِ ۝٧٨﴾ [الرحمن:77–78]ويبقى وجه ربك ذو الجلال والإكرام) ، وكما قال تعالى: ﴿إِنَّمَا نُطْعِمُكُمْ لِوَجْهِ اللَّهِ لَا نُرِيدُ مِنْكُمْ جَزَاءً وَلَا شُكُورًا ۝٩﴾ [الإنسان:9].
- قال عز وجل: ﴿تَبَارَكَ اسْمُ رَبِّكَ ذِي الْجَلَالِ وَالْإِكْرَامِ ۝٧٨﴾ [6] وهنا يعود الجلال والإكرام لربك يا عبد الله وليس للاسم فتعالى الله علواً كبيراً من أن يكون مجرد اسم أو مجموعة أسماء ولو كانت ذو لعادت للاسم لكنها اقترنت ب ذي فعادت كل الصفات والأسماء والأفعال لذات الله الحق عز وجل. [7]

وربطها الله عز وجل بالربوبية والكاف المتصلة للمخاطبة لأن من معاني الرب المصلح والمدبر والجابر والقائم بأمور رعيته والسيد ووصل الكاف بها هو معنى للوصل والاتصال.

## معنى الاسم
- معنى الجلال فهو من جلّ الشيء إذا عظم[9]، وجلال اللّه عظمته وقدره[10]، ويقال أمر جلل: معناه الأمر العظيم الذي لا طاقة للكل به.[11] «(ذو الجلال) يناسب الصفات الحسية لأنّه سبحانه أجلّ وأعظم من أن يكون جسماًأو يحويه مكان ولا يحيط به زمان أو حالاًّ من الأحوال فسبحانه الذي أين الأين فلا أين له وكيف الكيف فلا كيف له وحيث الحيث فلا حيث له وهو أهل لأن يعظم ويعبد فلايشرك به ولا معه شيئاً ولا أحد ابداً».[12]
- أمّا الإكرام فهو من باب الإضافة ومن باب الإفاضة والعطاء والشرف والإعزاز وهو للإنعام قريب إلا أن الإنعام خاص والإكرام عام لبني آدم. «وقوله ذي الإكرام يناسب الصفات الثبوتيّة لأنّ الرزق والعلم والقدرة والحياة شرف للموجود بما هو عليه ومن لطائف ثبوت ذو قبل هذا الاسم العظيم»[13]
- ذو الجلال والإكرام هو معنا للاحتواء والملك المطلق له وحده لا شريك له وهو أهل ومحيط بتلك الصفات ابدا فلا تكون إلا له حقيقة.[14]
- وتقديم صفة الجلال على صفة الإكرام فيها وقفة وهو أن الجلال فيه معنى يتضمن التعظيم والتسبيح والخضوع ثم يليه الإكرام وفيه معنى التذلل

والتطلع والتماس الرحمة والعطف منه وقد يعجب المرء يشئ لكنه يهابه ولا يقربه كالمُلك أو النار مع ان لها استخدامات وفوائد في الحياة ولا غنى عنها ويعجب بشيء فيحبه ويقترب منه فسبحان من هو أهل التقوى والجلال وأهل المغفرة والإكرام خالق الجنة والنار والجلال يقتضي المجد والإكرام يستوجب الحمد فسبحان الله الحميد المجيد.

## صفات الاسم
- هو اسم العلو الجامع التام الذي جمع الله به كل صفات الجــلال والجمــال فكان الكمــال الذي لا ينال وجمع به الله بين صفاته وافعاله ربط الله به بين صفات الألوهية وصفات الربوبية في جميع الأحوال وهو اسم جامع للرهبة والخشية من الله في قلب العبد والرغبة والرجاء في ما عندالله في قلب العباد وهو اسم كثير فيه المقال وله أحوال في قلب الإنسان المؤمن فقلب المومن كالطير يطير في السماء ويسبح في ملكوت أسماء وصفات الله فيرفرف بجناحي الخشية والرجاء حتى يصل بقلب المرء المؤمن إلى اسمى حال من الأحوال فيسأل الله عند ذلك بلا سؤال فيجاب عند ذلك الحال كل مسألة وسؤال بلا مقال وهو الاسم الذي ربط به الله علاقته بالمخلوقات فكل مخلوق هو بين خشية من الله أو رغبة وهو اسم يدعو للاتزان فلا تفريط ولا إفراط فكل شيء له ميزان فالذهب له ميزان والأعمال لها ميزان ومن أجل النعم بعد توحيد الله هي نعمة الاتزان في الحياة فبدون الاتزان لا تصح الحياة ولا يكون الوجود ولا تطير الطيور ولا تسبح السفن ولا يمشي الإنسان
- هو اسم فيه سر من أسرار التوحيد والتفريد والتمجيد والتجريد لما سوا الله عز وجل: كاسم الله الأحد والواحد والعزيز الذي ليس كمثله شي وباقي الأسماء التي لله عز وجل
- هو اسم الاحتواء والبقاء والعلاء والصفاء والنقاء والعطاء والبركة والنماء والشفاء ولإجابة الدعاء.

## ذكر الاسم في الدعاء
- قيل في الدعاء:

«اللهم انا نسألك بك وبما اشتملت عليه ذاتك وتفردت به صفاتك أن تصلي وتسلم وتبارك على سيدنا محمد  وعلى آل محمد  وعلى سائر الأنبياء والمرسلين والملائكة أجمعين وأن تنصرنا وتفتح علينا وترزقنا وتحفظنا وتلطف بنا وتعفو عنا وتغفر لنا وترحمنا لدعائنا ولوالدينا ولجميع المسلمين وتجعلنا من أصفياءك المقربين ومع النبيين يوم الدين، يا الله لا إله إلا أنت يا ذا الجلال والإكرام والرحمة والإنعام، والحمد لله ذوالجلال والإكرام والعز الذي لا يرام».